# Tricentra biguttata
Tricentra biguttata là một loài bướm đêm trong họ Geometridae.